# Gadoni
Gadoni (Adòni auf Sardisch) ist eine Gemeinde in der Provinz Nuoro in der italienischen Region Sardinien mit 658 Einwohnern (Stand 31. Dezember 2023).
Gadoni liegt 83 km südlich von Nuoro.
Die Nachbargemeinden sind: Aritzo, Laconi (OR), Seulo (CA), Villanova Tulo (CA).

## Einzelnachweise

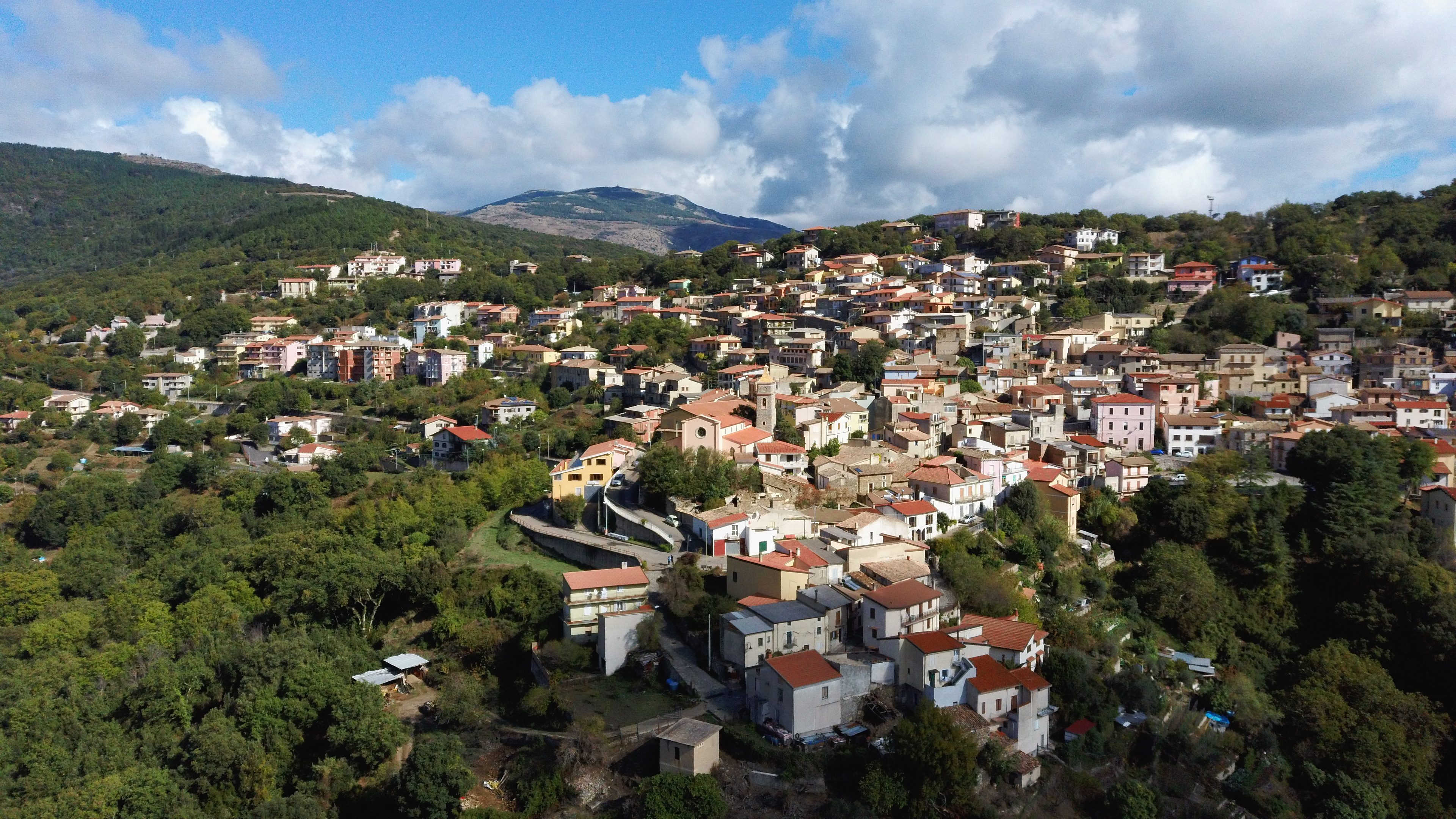
Gadoni